# La Rubrique scientifique
La Rubrique scientifique est une série de bandes dessinées, écrite par Boulet et éditée chez Glénat.
Cette série est constituée d'expériences ou d'exposés effectués par les deux personnages principaux, le professeur Boulet et Mademoiselle Agnès, sur diverses notions scientifiques, le tout avec humour.

## Liste des albums
1. La Rubrique Scientifique : Tome 1
2. La Rubrique Scientifique : Tome 2
3. La Rubrique Scientifique : Tome 3

1. ↑  « La Rubrique Scientifique »